# Montes Taurus

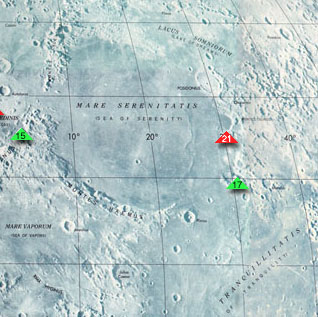
Montes Taurus leży na wschód od Mare Serenitatis.

Montes Taurus to górzysty region położony na wyżynie na wschód od Mare Serenitatis, w północno-wschodniej części widocznej strony Księżyca. Jego współrzędne selenograficzne wynoszą ☾ 28,4°N 41,1°E/28,400000 41,100000, a średnica 172 km. Najwyższe szczyty tego pasma górskiego osiągają wysokość 3000 m.
W łańcuchu tym leży kilka kraterów. Przy jego południowo-wschodniej krawędzi znajduje się krater Römer, a w północno-wschodniej części Newcomb. Kilka kraterów satelickich leży też w pozostałej części gór.
Nazwa Montes Taurus pochodzi od gór Taurus w południowej Turcji, a została nadana im przez Jana Heweliusza.